# Jiyeon
Park Ji-yeon (en hangul, 박지연;  Seúl, 7 de junio de 1993), mejor conocida simplemente como Jiyeon, es una cantante y actriz surcoreana, conocida por ser miembro del grupo de K-pop T-ara.

## Biografía
En 2021 comenzó a salir con el jugador de béisbol Hwang Jae-gyun. El 10 de febrero de 2022 la pareja anunció que se habían comprometido.

## Carrera
El 18 de febrero de 2022 se anunció que se había unido a la agencia AnB Group, quienes la representarán como actriz y cantante. Previamente formó parte de la agencia Partners Park, donde de 2008 hasta julio de 2021 después de que su contrato con la agencia expirara.
En agosto de 2019 se unió al elenco principal de la serie Let Me Hear Your Song (también conocida como "I Wanna Hear Your Song") donde dio vida a Ha Eun-joo, una talentosa violinista.
El 4 de junio de 2021 se unió al elenco principal de la serie web Neighborhood Witch J donde interpretó a Seo Jae-yi, la joven y talentosa youtuber Seo Jae-yi.
En agosto del mismo año se anunció que se había unido al elenco de la película Woman of Fire donde dará vida a Lee Soo-yeon, una actriz top que vive una vida elegante hasta que su carrera corre peligro debido a un solo error en su vida, por lo que después de experimentar dificultades debido a este suceso sueña con regresar como actriz una vez más.

## Filmografía

### Series de televisión
| Año  | Título                     | Rol           | Canal                                          | Ref.   |
| ---- | -------------------------- | ------------- | ---------------------------------------------- | ------ |
| 2007 | I Love You Too             | Cameo         | KBS 2TV                                        |        |
| 2007 | Hello! Miss                | Cameo         | KBS 2TV                                        |        |
| 2007 | Lobbyist                   | Cameo         | SBS                                            |        |
| 2008 | Aeja's Older Sister, Minja | Maeng Na Yeon | SBS                                            |        |
| 2009 | Soul                       | Yoon Doo Na   | MBC                                            |        |
| 2009 | High Kick Through The Roof | Lee Yuri      | MBC                                            |        |
| 2010 | Master of Study            | Na Hyun Jung  | KBS 2TV                                        | [ 10 ] |
| 2010 | Jungle Fish 2              | Seo Yul       | KBS 2TV                                        | [ 11 ] |
| 2011 | Miss Ripley                | Yuu (cameo)   | MBC                                            |        |
| 2012 | The Thousand Man           | Han Yi Seul   | MBC                                            |        |
| 2012 | Dream High 2               | Rian          | KBS 2TV                                        | [ 12 ] |
| 2014 | Triangle                   | Seong Yoo Jin | MBC                                            | [ 13 ] |
| 2015 | Sweet Temptation (Reborn)  | Jiho          | Drama web - Naver TV Cast                      |        |
| 2016 | My Runway                  | Han Seo Yeon  | Netflix, Minimon Media (Korea), TBC, TV Chosun | [ 14 ] |
| 2021 | Neighborhood Witch J       | Seo Jae-yi    | Watcha                                         | [ 7 ]  |
| 2021 | Imitation                  | La Ri-ma      | KBS                                            | [ 15 ] |

### Películas
| Año  | Título                    | Hangul                         | Rol            | Ref.   |
| ---- | ------------------------- | ------------------------------ | -------------- | ------ |
| 2010 | Death Bell 2: Bloody Camp | 고死 두 번째 이야기 : 교생실습 | Lee Se-hee     | [ 16 ] |
| 2010 | Master of Study           | 공부의 신                      | Na Hyun-jung   | [ 17 ] |
| 2011 | Gnomeo and Juliet         | -                              | Juliet (Voz)   | [ 18 ] |
| 2011 | Ghastly                   | 기생령                         | cameo de T-ara |        |
| 2015 | Reunion                   | 해후                           |                | [ 19 ] |
| 2022 | Gangnam                   |                                | Min-jung       | [ 20 ] |
| 2022 | Woman in Fire             | 화녀                           | Lee Soo-yeon   | [ 21 ] |

### Programas de Televisión
- 2021: Beauty Time 3 (Lifetime Korea) - Invitada[22]

- 2011, 2014, 2017: Hello Counselor - Invitada (Ep. 39, 178 y 338)
- 2017: Living Together in Empty Room - Miembro (Ep. 16 - 19)[23]
- 2014: Happy Together.
- 2011: Running Man
- 2010-2011: Dream Girls.
- 2010-2011: New Sunday.
- 2010-2011: Show! Music Core.
- 2010: Heroes.

### Musicales de teatro
| Año  | Título                       | Papel         | Ref.   |
| ---- | ---------------------------- | ------------- | ------ |
| 2012 | Our Youth, Roly Poly Musical | Han Joo-young | [ 24 ] |

### Aparición en videos musicales
- 2014: The SeeYa - «More and More».
- 2013: T-ara (Soyeon), The SeeYa (Yoojin), 5dolls (Eunkyo) & Speed (Taewoon, Sungmin) - «Painkiller».
- 2011: Seo In Guk - «Shake It Up!».
- 2010: Young Gun - «I Have To Let you Go».
- 2009: SG Wannabe - «Saranghae».
- 2009: SG Wannabe - «My Cry Baby».
- 2008: SMASH - «Never Ending Story».

## Premios y nominaciones
| Año  | Premiación                                   | Categoría                       | Trabajo nominado               | Resultado |
| ---- | -------------------------------------------- | ------------------------------- | ------------------------------ | --------- |
| 2007 | APM Model Contest                            | Premio de plata                 | —                              | Ganadora  |
| 2008 | Smart Model Contest                          | Daesung (Oro)                   | —                              | Ganadora  |
| 2010 | SBS Entertainment Award                      | Best Equipo                     | Heroes                         | Ganadora  |
| 2010 | KBS Drama Awards                             | Mejor nueva actriz              | Master of Study                | Nominada  |
| 2010 | KBS Drama Awards                             | Mejor pareja con Yoo Seung Ho   | Master of Study                | Nominada  |
| 2014 | 16th Seoul International Youth Film Festival | Mejor actriz joven              | Triangle                       | Nominada  |
| 2015 | Cable TV Broadcast Awards                    | Premio de popularidad           | The Show                       | Ganadora  |
| 2015 | The 3rd Yinyuetai VChart Award               | Mejor cantante coreana femenina | 1 Minute 1 Second (Never Ever) | Ganadora  |
| 2015 | Yahoo Asia BUZZ Award                        | Ídolo más popular de Asia       | —                              | Nominada  |

## Música

### Temas para Dramas
- Kiss And Cry tema para Triángulo (2014) (con Shorry J join y F-ve Dolls' Seunghee)
- Day By Day tema para Dream High Season 2 (2012)
- Super Star tema para Dream High Season 2 (2012) (con Hyorin y Ailee)
- Together tema para Dream High Season 2 (2012) (con JB)
- Little By Little tema para Jungle Fish 2 (2010)
- Coffee Over Milk tema para Coffee House (2010) (con Hyomin y Lee Bo Ram (SeeYa))
- Ernest tema para God of Study (2010)
- Ttoreureu tema para God of Study (2010)
- Women's Generation tema para Cinderella Man (2009)
- Forever Love tema para Cinderella Man (2009)

## Enlaces
- Wikimedia Commons alberga una categoría multimedia sobre Jiyeon.
- Partners Park | Artist | Park Ji-yeon (박지연) Official Website Archivado el 25 de febrero de 2021 en Wayback Machine.
- Park Ji-yeon en Instagram(en coreano)(en inglés)
- Perfil (Nate)
- Perfil (Daum)
- Hancinema

- Datos: Q483563
- Multimedia: Park Ji-yeon / Q483563